# جولیا ان
جولیا آن تاولا (به انگلیسی: Julia Ann)، هنرپیشه فیلم‌های پورنوگرافی، تن‌نشان، هنرمند برگزیده مجله پنت‌هاوس و از برگزیدگان تالار مشاهیر جایزه ای‌وی‌ان است.

## زندگی‌نامه
نام اصلی او جولیا تاولا (به انگلیسی: Julia Tavella) است که در گلندل، کالیفرنیا به دنیا آمد؛ زمان کودکی خود را در کنار حیوانات بزرگ شده و به اسب‌ها علاقهٔ شدید دارد. او در آن زمان آموزش پیانو می‌دید و در شنا، مانند یک حرفه‌ای بود.
او پیش از ورود به صنعت فیلم‌های پورنوگرافی، یک کشتی‌گیر لجنی حرفه‌ای در هالیوود بود. در ابتدای دهه ۱۹۹۰ میلادی به همراه جنین لیندمولدر به یک تور سراسر برای اجرای کشتی رفت. موفقیت آن‌ها در این تور، کار آن‌ها را به سوی بازیگری در فیلم‌های پورنوگرافی هدایت کرد. جولیا آن خودش اظهار می‌دارد با جانین لیندمولدر رابطه جنسی داشته‌است اما خودش این رابطه را رابطه بین دو دختر جوان آتشین مزاج می‌داند.
جولیا کار در صنعت ساخت فیلم‌های پورنوگرافی را در سال ۱۹۹۳ در صحنه‌ای لزبین به همراه جانین در فیلم وسوسه‌های پنهانی ساخته اندرو بلیک شروع کرد. او در طول فعالیتش با تعداد زیادی از بازیگران زن پورنگرافی همبازی بوده‌است. او اولین قرارداد اختصاصیش را با شرکت ویوید انترتینمنت امضاء کرد و در خلال همین زمان فیلم‌هایی به صورت انفرادی و در زمینه بانداج با جانین داشت. او سپس قراردادهایی با شرکتهای دیجیتال پلی‌گراوند و ویکد پیکچرز در سال‌های ۱۹۹۹ و ۲۰۰۲ امضا کرد. جولیا آن در ۲۱ ژوئن ۲۰۰۳ با کارگردان سینما پورنوگرافی، مایکل رِیوِن ازدواج کرد اما پس از مدتی از یکدیگر جدا شدند.
او قراردادش را با ویکد پیکچرز در سال ۲۰۰۶ تمدید کرد اما در ماه مه ۲۰۰۷ در تارنمایش ادعا کرد که قراردادش را با ویکد پیکچرز تجدید ننموده‌است.
در همین زمان او به همراه ایناری واکس و دیگر هنرپیشه‌گان زن پورنوگرافی کار به عنوان گریمور را در فیلم‌ها شروع کرد. او همچنین مجری برنامه فیلم‌های خانگی آماتورهای بدذات در شبکه تلویزیونی پلی‌بوی نیز بوده‌است.
در بین بازیگران فیلمهای پورنوگرافی، او اولین کسی بوده است که اقدام به بزرگ کردن سینه‌هایش کرده‌است. او در کنار این عمل زیبایی پس از مصدوم شدن در ناحیه صورت به سبب ضربه با لگد یک اسب، بر روی لب‌ها و بینی‌اش هم عمل زیبایی انجام داده‌است.

## جوایز

### AVN
| سال  |                          | برای فیلم       |
| ---- | ------------------------ | --------------- |
| ۱۹۹۴ | بهترین بازیگر زن         | وسوسه‌های پنهانی |
| ۲۰۰۰ | بهترین بازیگر زن         | هفت گناه مرگبار |
| ۲۰۰۴ | بهترین بازیگر زن         | زیبا            |
| ۲۰۱۰ | بهترین گریم              | هشتمین روز      |
| ۲۰۱۰ | بهترین بازیگر زن میانسال |                 |

### XRCO
| سال  |                                  | برای فیلم       |
| ---- | -------------------------------- | --------------- |
| ۱۹۹۴ | بهترین صحنه سکس زن با زن (لزبین) | وسوسه‌های پنهانی |
| ۲۰۰۹ | بهترین بازیگر زن میانسال         |                 |